# Движение (арт-группа)
Содружество художников геометрического и метафизического направления «Движение» (нем. Gruppe Bewegung; до 1964 года — «Коллектива свободных художников») — арт-группа советской эпохи, занимавшаяся кинетическим искусством, представители неофициального искусства, «второго русского авангарда». Распалась в начале 1970-х годов, вслед за эмиграцией ее основателя Л. Нусберга в 1976 году.
Первыми участниками группы, основанной в сентябре 1962 года Львом Нусбергом, выпускником Московской средней художественной школы (МСХШ), стали Ф. Инфанте, А. Кривчиков, В. Акулинин, В. Щербаков, Р. Заневская и М. Дорохов.

## Деятельность
Группа «Движение» разработала «синтетические мистерии с использованием движения света, газа, трехмерных элементов и анимированных проекций (большинство проектов осталось на бумаге)». Первыми после авангардистов — после тридцатилетнего перерыва — они выдвинули собственную программу «Манифест русских кинетов» (1966).
Первая совместная выставка участников содружества — «Выставка орнаменталистов» 25 марта 1963 года в Клубе творческой молодежи при Центральном доме работников искусства. Первая выставка «Движения» как организованной группы — «На пути к синтезу искусств» (декабрь 1964 года).
Как указывает Наталья Прокураторова, деятельность группы «Движение» была официально запрещена в 1969 году (после завершения проекта детской игровой среды — «Остров цветов»).
Благодаря поддержке западных коллег группе удалось организовать несколько выставок в Европе (Прага, 1965; Мюнхен, 1966), принять участие в нескольких международных выставках кинетического искусства: «Новая тенденция 3» в Загреб, «Жизненные альтернативы» в Риме — в 1965 г.; «Искусство — Свет — Искусство» в Эйндховене (Голландия) в 1966 г.; «Кинетика» в Кёльне в 1967 г.; «Документа 1968» в Касселе и на «Биеннале 69» в Нюрнберге, в «Диссидентской биеннале» в Венеции в 1977 году.
В 1972 году в Германии удалось издать ограниченным тиражом альбом произведений техники шелкографии/фототипии под названием «Portfolio Gruppe Bewegung 1972» (170 экземпляров, из них 20 авторских).

### Акции
- «Пришельцы в лесу» (Чертаново, Москва, 1971)
- «Кинетические игры на море» (Крым, 1972)

## Члены группы
К концу 1960-х годов группа насчитывала более тридцати человек: помимо художников — также актёров, музыкантов, инженеров, физиков, электронщиков и психологов.
- Акулинин, Владимир Николаевич
- Антонов, Георгий
- Битт Галина
- Бородин Вячеслав
- Бутурлин Виктор
- Быстрова Татьяна
- Волгин Анатолий-член группы 1962-1965.В 1980-принял сан священнослужителя.
- Галкин Владимир
- Глинчиков Валерий
- Григорьев, Александр Ефимович — член группы с 1967 до 1972 года
- Дорохов Михаил
- Заневская-Сапгир, Римма Иосифовна — покинула группу в 1966 году на два года
- Жданова Любовь
- Зорин Сергей
- Инфанте, Франсиско — член группы в 1962—1964 годах
- Ицко Сергей
- Колейчук, Вячеслав Фомич — вышел из группы в 1968 году и создал собственную группу «Мир».
- Кривчиков Анатолий
- Кузнецов Николай
- Лопаков Юрий
- Муравьёва Татьяна
- Неделько Клавдия
- Нейштадт Геннадий
- Нусберг, Лев Вольдемарович — лидер группы
- Орлова Людмила
- Пахнов Павел Васильевич
- Приймак Анатолий
- Прокуратова Наталья
- Рыкунов Геннадий
- Степанов Виктор
- Стрелкова Ирина
- Трубин Вл.
- Щербаков Вячеслав